# Aeroportul Biratnagar
Aeroportul Biratnagar (IATA: BIR, ICAO: VNVT) este un aeroport din Eastern Development Region⁠(d), Nepal ce deservește zona Biratnagar⁠(d). Aeroportul a fost tranzitat în 2019 de 596.453 de pasageri. A fost deschis în 1958 și numit după zona deservită.
Situat la o altitudine de 72 m, aeroportul dispune de o singură pistă.